# Familia Gumucio
La familia Gumucio es una familia chilena de origen vasco-boliviano, de orígenes aristocráticos, conformada por diversos intelectuales y políticos, inicialmente relacionados con el Partido Conservador, pero que con las generaciones se fue acercando más de izquierda y progresistas.

## Historia
Su linaje se remonta al año 994 en España, cuando aparece el apellido vasco de origen visigodo Gumucio. La nobleza de la familia proviene de los caballeros Gumuzio de Asturias, Vizcaya y Navarra. Una prueba de lo azul de su sangre es la anécdota que involucró a Domingo de Gumucio y Vega en 1707, cuando el rey Felipe V le entregó el certificado de Infanzonía, destacando la “antigüedad de su sangre” y la “notoriedad de su nobleza por lo inapelable del tiempo de su cimentación”. Juan Bautista de Gumucio y Bolumburu, se llevó en 1757 el apellido a Cochabamba, Bolivia, pudiendo usar los dos escudos de la familia: el de la encina y los tres lobos, proveniente de los Gumucio de Durango, y el de la Cruz de Gules, de los Gumucio de Gáldacano y Almorrabieta. Los Gumucio llegaron a Chile desde Cochabamba, Bolivia, con Francisco Javier Gumucio Echichipea (1823-1866), quien se casó con la chilena Adelaida Larraín Palazuelos (1824-1910), perteneciente al linaje aristocrático de la familia Larraín. El matrimonio tuvo como hijo a Rafael Bautista Gumucio Larraín (1849-1908), quien nació en Cochabamba pero hizo su vida en Chile.
Rafael se casó con María Gertrudis Vergara Correa (1856-1890), hija del independentista, político y hacendado chileno Diego Vergara Albano, y hermana de los políticos Diego Vergara Correa y José Bonifacio Vergara Correa, todos ellos nacidos en Talca y pertenecientes a la aristocrática familia Correa. Rafael y María tuvieron como hijo a Rafael Luis Gumucio Vergara en 1877. De él desciende gran parte del linaje de los Gumucio en Chile. Su hijo Rafael Agustín Gumucio, conectado a través de su esposa Marta Rivas González con la familia Edwards, vivió una transformación política importante, al transitar del Partido Conservador (derecha) y Falange Nacional (extrema derecha) al Partido Demócrata Cristiano (centro), y luego al Movimiento de Acción Popular Unitaria e Izquierda Cristiana (izquierda). El hermano de Rafael Agustín, Esteban Gumucio Vives, realizó una carrera de sacerdote, por lo que no dejó descendencia.
Desde fines del siglo XX e inicios del siglo XXI, los miembros de la familia más conocidos son, por un lado, Marco Enríquez-Ominami Gumucio, cineasta, exdiputado y excandidato presidencial, hijo del revolucionario de izquierdas Miguel Enríquez e hijo adoptivo del político socialista Carlos Ominami; y por otro, el escritor Rafael Gumucio Araya.

## Árbol genealógico
| | | | | | | | | [[File:Diego Vergara Albano (1803 - 1887).jpg\|100px\|alt={{{Alt\|{{{descripción}}}]] Diego Vergara Albano (1803-1877) | | | | | | | | | |                                            |                                            | | | | | | |                                    |                                    | | | | | | |  |  |                                                                                                   |                                                                                                   |                                                                                                   |                                                                                                   |                                                                                                   |                                                                                                   |
| | | | | | | | | | | | | | | | | | |                                            |                                            | | | | | F. Larraín | |                                    |                                    | | | | | | |  |  |                                                                                                   |                                                                                                   |                                                                                                   |                                                                                                   |                                                                                                   |                                                                                                   |
| | | | | | | | | | | | | | | | | | |                                            |                                            | | | | | | |                                    |                                    | | | | | | |  |  |                                                                                                   |                                                                                                   |                                                                                                   |                                                                                                   |                                                                                                   |                                                                                                   |
| [[File:Diego Segundo Vergara Correa (1839 - 1891).jpg\|62px\|alt={{{Alt\|{{{descripción}}}]] Diego Vergara Correa (1839-1891) | [[File:Diego Segundo Vergara Correa (1839 - 1891).jpg\|62px\|alt={{{Alt\|{{{descripción}}}]] Diego Vergara Correa (1839-1891) | [[File:Diego Segundo Vergara Correa (1839 - 1891).jpg\|62px\|alt={{{Alt\|{{{descripción}}}]] Diego Vergara Correa (1839-1891) | [[File:Diego Segundo Vergara Correa (1839 - 1891).jpg\|62px\|alt={{{Alt\|{{{descripción}}}]] Diego Vergara Correa (1839-1891) | [[File:Diego Segundo Vergara Correa (1839 - 1891).jpg\|62px\|alt={{{Alt\|{{{descripción}}}]] Diego Vergara Correa (1839-1891) | [[File:Diego Segundo Vergara Correa (1839 - 1891).jpg\|62px\|alt={{{Alt\|{{{descripción}}}]] Diego Vergara Correa (1839-1891) | | | [[File:José Bonifacio Vergara Correa.jpg\|80px\|alt={{{Alt\|{{{descripción}}}]] José Vergara Correa (1844-1919)        | [[File:José Bonifacio Vergara Correa.jpg\|80px\|alt={{{Alt\|{{{descripción}}}]] José Vergara Correa (1844-1919) | [[File:José Bonifacio Vergara Correa.jpg\|80px\|alt={{{Alt\|{{{descripción}}}]] José Vergara Correa (1844-1919) | [[File:José Bonifacio Vergara Correa.jpg\|80px\|alt={{{Alt\|{{{descripción}}}]] José Vergara Correa (1844-1919) | [[File:José Bonifacio Vergara Correa.jpg\|80px\|alt={{{Alt\|{{{descripción}}}]] José Vergara Correa (1844-1919) | [[File:José Bonifacio Vergara Correa.jpg\|80px\|alt={{{Alt\|{{{descripción}}}]] José Vergara Correa (1844-1919) | | | María Gertrudis Vergara Correa (1856-1890)                                                                   | María Gertrudis Vergara Correa (1856-1890)                                                                   | María Gertrudis Vergara Correa (1856-1890) | María Gertrudis Vergara Correa (1856-1890) | María Gertrudis Vergara Correa (1856-1890)                                                                                | María Gertrudis Vergara Correa (1856-1890)                                                                                | | | Rafael Gumucio Larraín (1849-1908)                                                                                        | Rafael Gumucio Larraín (1849-1908)                                                                                        | Rafael Gumucio Larraín (1849-1908) | Rafael Gumucio Larraín (1849-1908) | Rafael Gumucio Larraín (1849-1908)                                                                                             | Rafael Gumucio Larraín (1849-1908)                                                                                             | | | | |  |  |                                                                                                   |                                                                                                   |                                                                                                   |                                                                                                   |                                                                                                   |                                                                                                   |
| [[File:Diego Segundo Vergara Correa (1839 - 1891).jpg\|62px\|alt={{{Alt\|{{{descripción}}}]] Diego Vergara Correa (1839-1891) | [[File:Diego Segundo Vergara Correa (1839 - 1891).jpg\|62px\|alt={{{Alt\|{{{descripción}}}]] Diego Vergara Correa (1839-1891) | [[File:Diego Segundo Vergara Correa (1839 - 1891).jpg\|62px\|alt={{{Alt\|{{{descripción}}}]] Diego Vergara Correa (1839-1891) | [[File:Diego Segundo Vergara Correa (1839 - 1891).jpg\|62px\|alt={{{Alt\|{{{descripción}}}]] Diego Vergara Correa (1839-1891) | [[File:Diego Segundo Vergara Correa (1839 - 1891).jpg\|62px\|alt={{{Alt\|{{{descripción}}}]] Diego Vergara Correa (1839-1891) | [[File:Diego Segundo Vergara Correa (1839 - 1891).jpg\|62px\|alt={{{Alt\|{{{descripción}}}]] Diego Vergara Correa (1839-1891) | | | [[File:José Bonifacio Vergara Correa.jpg\|80px\|alt={{{Alt\|{{{descripción}}}]] José Vergara Correa (1844-1919)        | [[File:José Bonifacio Vergara Correa.jpg\|80px\|alt={{{Alt\|{{{descripción}}}]] José Vergara Correa (1844-1919) | [[File:José Bonifacio Vergara Correa.jpg\|80px\|alt={{{Alt\|{{{descripción}}}]] José Vergara Correa (1844-1919) | [[File:José Bonifacio Vergara Correa.jpg\|80px\|alt={{{Alt\|{{{descripción}}}]] José Vergara Correa (1844-1919) | [[File:José Bonifacio Vergara Correa.jpg\|80px\|alt={{{Alt\|{{{descripción}}}]] José Vergara Correa (1844-1919) | [[File:José Bonifacio Vergara Correa.jpg\|80px\|alt={{{Alt\|{{{descripción}}}]] José Vergara Correa (1844-1919) | | | María Gertrudis Vergara Correa (1856-1890)                                                                   | María Gertrudis Vergara Correa (1856-1890)                                                                   | María Gertrudis Vergara Correa (1856-1890) | María Gertrudis Vergara Correa (1856-1890) | María Gertrudis Vergara Correa (1856-1890)                                                                                | María Gertrudis Vergara Correa (1856-1890)                                                                                | | | Rafael Gumucio Larraín (1849-1908)                                                                                        | Rafael Gumucio Larraín (1849-1908)                                                                                        | Rafael Gumucio Larraín (1849-1908) | Rafael Gumucio Larraín (1849-1908) | Rafael Gumucio Larraín (1849-1908)                                                                                             | Rafael Gumucio Larraín (1849-1908)                                                                                             | | | | |  |  |                                                                                                   |                                                                                                   |                                                                                                   |                                                                                                   |                                                                                                   |                                                                                                   |
| | | | | | | | | | | | | | | | | | |                                            |                                            | | | | | | |                                    |                                    | | | | | | |  |  |                                                                                                   |                                                                                                   |                                                                                                   |                                                                                                   |                                                                                                   |                                                                                                   |
| | | | | | | | | | | | | F. Edwards | | | | | |                                            |                                            | | | | | | |                                    |                                    | | | | | | |  |  |                                                                                                   |                                                                                                   |                                                                                                   |                                                                                                   |                                                                                                   |                                                                                                   |
| | | | | [[File:Manuel Rivas Vicuña.jpg\|110px\|alt={{{Alt\|{{{descripción}}}]] Manuel Rivas Vicuña (1880-1937)                        | [[File:Manuel Rivas Vicuña.jpg\|110px\|alt={{{Alt\|{{{descripción}}}]] Manuel Rivas Vicuña (1880-1937)                        | [[File:Manuel Rivas Vicuña.jpg\|110px\|alt={{{Alt\|{{{descripción}}}]] Manuel Rivas Vicuña (1880-1937) | [[File:Manuel Rivas Vicuña.jpg\|110px\|alt={{{Alt\|{{{descripción}}}]] Manuel Rivas Vicuña (1880-1937) | [[File:Manuel Rivas Vicuña.jpg\|110px\|alt={{{Alt\|{{{descripción}}}]] Manuel Rivas Vicuña (1880-1937)                 | [[File:Manuel Rivas Vicuña.jpg\|110px\|alt={{{Alt\|{{{descripción}}}]] Manuel Rivas Vicuña (1880-1937)          | | | Eduvigis González Edwards (1880-?)                                                                              | Eduvigis González Edwards (1880-?)                                                                              | Eduvigis González Edwards (1880-?)                                                                           | Eduvigis González Edwards (1880-?)                                                                           | Eduvigis González Edwards (1880-?)                                                                           | Eduvigis González Edwards (1880-?)                                                                           |                                            |                                            | [[File:Rafael Luis Gumucio Vergara.jpg\|80px\|alt={{{Alt\|{{{descripción}}}]] Rafael Luis Gumucio V. (1877-1947)          | [[File:Rafael Luis Gumucio Vergara.jpg\|80px\|alt={{{Alt\|{{{descripción}}}]] Rafael Luis Gumucio V. (1877-1947)          | [[File:Rafael Luis Gumucio Vergara.jpg\|80px\|alt={{{Alt\|{{{descripción}}}]] Rafael Luis Gumucio V. (1877-1947)          | [[File:Rafael Luis Gumucio Vergara.jpg\|80px\|alt={{{Alt\|{{{descripción}}}]] Rafael Luis Gumucio V. (1877-1947)          | [[File:Rafael Luis Gumucio Vergara.jpg\|80px\|alt={{{Alt\|{{{descripción}}}]] Rafael Luis Gumucio V. (1877-1947)          | [[File:Rafael Luis Gumucio Vergara.jpg\|80px\|alt={{{Alt\|{{{descripción}}}]] Rafael Luis Gumucio V. (1877-1947)          |                                    |                                    | | | | | | |  |  |                                                                                                   |                                                                                                   |                                                                                                   |                                                                                                   |                                                                                                   |                                                                                                   |
| | | | | [[File:Manuel Rivas Vicuña.jpg\|110px\|alt={{{Alt\|{{{descripción}}}]] Manuel Rivas Vicuña (1880-1937)                        | [[File:Manuel Rivas Vicuña.jpg\|110px\|alt={{{Alt\|{{{descripción}}}]] Manuel Rivas Vicuña (1880-1937)                        | [[File:Manuel Rivas Vicuña.jpg\|110px\|alt={{{Alt\|{{{descripción}}}]] Manuel Rivas Vicuña (1880-1937) | [[File:Manuel Rivas Vicuña.jpg\|110px\|alt={{{Alt\|{{{descripción}}}]] Manuel Rivas Vicuña (1880-1937) | [[File:Manuel Rivas Vicuña.jpg\|110px\|alt={{{Alt\|{{{descripción}}}]] Manuel Rivas Vicuña (1880-1937)                 | [[File:Manuel Rivas Vicuña.jpg\|110px\|alt={{{Alt\|{{{descripción}}}]] Manuel Rivas Vicuña (1880-1937)          | | | Eduvigis González Edwards (1880-?)                                                                              | Eduvigis González Edwards (1880-?)                                                                              | Eduvigis González Edwards (1880-?)                                                                           | Eduvigis González Edwards (1880-?)                                                                           | Eduvigis González Edwards (1880-?)                                                                           | Eduvigis González Edwards (1880-?)                                                                           |                                            |                                            | [[File:Rafael Luis Gumucio Vergara.jpg\|80px\|alt={{{Alt\|{{{descripción}}}]] Rafael Luis Gumucio V. (1877-1947)          | [[File:Rafael Luis Gumucio Vergara.jpg\|80px\|alt={{{Alt\|{{{descripción}}}]] Rafael Luis Gumucio V. (1877-1947)          | [[File:Rafael Luis Gumucio Vergara.jpg\|80px\|alt={{{Alt\|{{{descripción}}}]] Rafael Luis Gumucio V. (1877-1947)          | [[File:Rafael Luis Gumucio Vergara.jpg\|80px\|alt={{{Alt\|{{{descripción}}}]] Rafael Luis Gumucio V. (1877-1947)          | [[File:Rafael Luis Gumucio Vergara.jpg\|80px\|alt={{{Alt\|{{{descripción}}}]] Rafael Luis Gumucio V. (1877-1947)          | [[File:Rafael Luis Gumucio Vergara.jpg\|80px\|alt={{{Alt\|{{{descripción}}}]] Rafael Luis Gumucio V. (1877-1947)          |                                    |                                    | | | | | | |  |  |                                                                                                   |                                                                                                   |                                                                                                   |                                                                                                   |                                                                                                   |                                                                                                   |
| | | | | | | | | | | | | | | | | | |                                            |                                            | | | | | +7 | |                                    |                                    | | | | | | |  |  |                                                                                                   |                                                                                                   |                                                                                                   |                                                                                                   |                                                                                                   |                                                                                                   |
| | | | | | | | | | | | | | | | | | |                                            |                                            | | | | | | |                                    |                                    | | | | | | |  |  |                                                                                                   |                                                                                                   |                                                                                                   |                                                                                                   |                                                                                                   |                                                                                                   |
| | | | | | | | | | | | | | | | | | |                                            |                                            | | | | | | |                                    |                                    | | | | | | |  |  |                                                                                                   |                                                                                                   |                                                                                                   |                                                                                                   |                                                                                                   |                                                                                                   |
| | | | | | | | | | | | | Marta Rivas González (1912-?)                                                                                   | Marta Rivas González (1912-?)                                                                                   | Marta Rivas González (1912-?)                                                                                | Marta Rivas González (1912-?)                                                                                | Marta Rivas González (1912-?)                                                                                | Marta Rivas González (1912-?)                                                                                |                                            |                                            | [[File:Rafael Agustín Gumucio Vives.jpg\|80px\|alt={{{Alt\|{{{descripción}}}]] Rafael Agustín Gumucio V. (1909-1996)      | [[File:Rafael Agustín Gumucio Vives.jpg\|80px\|alt={{{Alt\|{{{descripción}}}]] Rafael Agustín Gumucio V. (1909-1996)      | [[File:Rafael Agustín Gumucio Vives.jpg\|80px\|alt={{{Alt\|{{{descripción}}}]] Rafael Agustín Gumucio V. (1909-1996)      | [[File:Rafael Agustín Gumucio Vives.jpg\|80px\|alt={{{Alt\|{{{descripción}}}]] Rafael Agustín Gumucio V. (1909-1996)      | [[File:Rafael Agustín Gumucio Vives.jpg\|80px\|alt={{{Alt\|{{{descripción}}}]] Rafael Agustín Gumucio V. (1909-1996)      | [[File:Rafael Agustín Gumucio Vives.jpg\|80px\|alt={{{Alt\|{{{descripción}}}]] Rafael Agustín Gumucio V. (1909-1996)      |                                    |                                    | [[File:Monumento al Padre Esteban Gumucio Vives.jpg\|1200px\|alt={{{Alt\|{{{descripción}}}]] Esteban Gumucio Vives (1914-2001) | [[File:Monumento al Padre Esteban Gumucio Vives.jpg\|1200px\|alt={{{Alt\|{{{descripción}}}]] Esteban Gumucio Vives (1914-2001) | [[File:Monumento al Padre Esteban Gumucio Vives.jpg\|1200px\|alt={{{Alt\|{{{descripción}}}]] Esteban Gumucio Vives (1914-2001) | [[File:Monumento al Padre Esteban Gumucio Vives.jpg\|1200px\|alt={{{Alt\|{{{descripción}}}]] Esteban Gumucio Vives (1914-2001) | [[File:Monumento al Padre Esteban Gumucio Vives.jpg\|1200px\|alt={{{Alt\|{{{descripción}}}]] Esteban Gumucio Vives (1914-2001) | [[File:Monumento al Padre Esteban Gumucio Vives.jpg\|1200px\|alt={{{Alt\|{{{descripción}}}]] Esteban Gumucio Vives (1914-2001) |  |  |                                                                                                   |                                                                                                   |                                                                                                   |                                                                                                   |                                                                                                   |                                                                                                   |
| | | | | | | | | | | | | Marta Rivas González (1912-?)                                                                                   | Marta Rivas González (1912-?)                                                                                   | Marta Rivas González (1912-?)                                                                                | Marta Rivas González (1912-?)                                                                                | Marta Rivas González (1912-?)                                                                                | Marta Rivas González (1912-?)                                                                                |                                            |                                            | [[File:Rafael Agustín Gumucio Vives.jpg\|80px\|alt={{{Alt\|{{{descripción}}}]] Rafael Agustín Gumucio V. (1909-1996)      | [[File:Rafael Agustín Gumucio Vives.jpg\|80px\|alt={{{Alt\|{{{descripción}}}]] Rafael Agustín Gumucio V. (1909-1996)      | [[File:Rafael Agustín Gumucio Vives.jpg\|80px\|alt={{{Alt\|{{{descripción}}}]] Rafael Agustín Gumucio V. (1909-1996)      | [[File:Rafael Agustín Gumucio Vives.jpg\|80px\|alt={{{Alt\|{{{descripción}}}]] Rafael Agustín Gumucio V. (1909-1996)      | [[File:Rafael Agustín Gumucio Vives.jpg\|80px\|alt={{{Alt\|{{{descripción}}}]] Rafael Agustín Gumucio V. (1909-1996)      | [[File:Rafael Agustín Gumucio Vives.jpg\|80px\|alt={{{Alt\|{{{descripción}}}]] Rafael Agustín Gumucio V. (1909-1996)      |                                    |                                    | [[File:Monumento al Padre Esteban Gumucio Vives.jpg\|1200px\|alt={{{Alt\|{{{descripción}}}]] Esteban Gumucio Vives (1914-2001) | [[File:Monumento al Padre Esteban Gumucio Vives.jpg\|1200px\|alt={{{Alt\|{{{descripción}}}]] Esteban Gumucio Vives (1914-2001) | [[File:Monumento al Padre Esteban Gumucio Vives.jpg\|1200px\|alt={{{Alt\|{{{descripción}}}]] Esteban Gumucio Vives (1914-2001) | [[File:Monumento al Padre Esteban Gumucio Vives.jpg\|1200px\|alt={{{Alt\|{{{descripción}}}]] Esteban Gumucio Vives (1914-2001) | [[File:Monumento al Padre Esteban Gumucio Vives.jpg\|1200px\|alt={{{Alt\|{{{descripción}}}]] Esteban Gumucio Vives (1914-2001) | [[File:Monumento al Padre Esteban Gumucio Vives.jpg\|1200px\|alt={{{Alt\|{{{descripción}}}]] Esteban Gumucio Vives (1914-2001) |  |  |                                                                                                   |                                                                                                   |                                                                                                   |                                                                                                   |                                                                                                   |                                                                                                   |
| | | | | | | | | | | | | | | | | | |                                            |                                            | | | | | | |                                    |                                    | | | | | | |  |  |                                                                                                   |                                                                                                   |                                                                                                   |                                                                                                   |                                                                                                   |                                                                                                   |
| | | | | | | | | | | | | | | | | | |                                            |                                            | | | | | | |                                    |                                    | | | | | | |  |  |                                                                                                   |                                                                                                   |                                                                                                   |                                                                                                   |                                                                                                   |                                                                                                   |
| | | | | Juan Sebastián Gumucio Rivas                                                                                                  | Juan Sebastián Gumucio Rivas                                                                                                  | Juan Sebastián Gumucio Rivas                                                                           | Juan Sebastián Gumucio Rivas                                                                           | Juan Sebastián Gumucio Rivas                                                                                           | Juan Sebastián Gumucio Rivas                                                                                    | | | [[File:Miguel Enriquez - BCNCh.jpg\|90px\|alt={{{Alt\|{{{descripción}}}]] Miguel Enríquez E. (1944-1974)        | [[File:Miguel Enriquez - BCNCh.jpg\|90px\|alt={{{Alt\|{{{descripción}}}]] Miguel Enríquez E. (1944-1974)        | [[File:Miguel Enriquez - BCNCh.jpg\|90px\|alt={{{Alt\|{{{descripción}}}]] Miguel Enríquez E. (1944-1974)     | [[File:Miguel Enriquez - BCNCh.jpg\|90px\|alt={{{Alt\|{{{descripción}}}]] Miguel Enríquez E. (1944-1974)     | [[File:Miguel Enriquez - BCNCh.jpg\|90px\|alt={{{Alt\|{{{descripción}}}]] Miguel Enríquez E. (1944-1974)     | [[File:Miguel Enriquez - BCNCh.jpg\|90px\|alt={{{Alt\|{{{descripción}}}]] Miguel Enríquez E. (1944-1974)     |                                            |                                            | Manuela Gumucio Rivas | Manuela Gumucio Rivas | Manuela Gumucio Rivas | Manuela Gumucio Rivas | Manuela Gumucio Rivas | Manuela Gumucio Rivas |                                    |                                    | [[File:Carlos Ominami.jpg\|110px\|alt={{{Alt\|{{{descripción}}}]] Carlos Ominami P. (n. 1950)                                  | [[File:Carlos Ominami.jpg\|110px\|alt={{{Alt\|{{{descripción}}}]] Carlos Ominami P. (n. 1950)                                  | [[File:Carlos Ominami.jpg\|110px\|alt={{{Alt\|{{{descripción}}}]] Carlos Ominami P. (n. 1950)                                  | [[File:Carlos Ominami.jpg\|110px\|alt={{{Alt\|{{{descripción}}}]] Carlos Ominami P. (n. 1950)                                  | [[File:Carlos Ominami.jpg\|110px\|alt={{{Alt\|{{{descripción}}}]] Carlos Ominami P. (n. 1950)                                  | [[File:Carlos Ominami.jpg\|110px\|alt={{{Alt\|{{{descripción}}}]] Carlos Ominami P. (n. 1950)                                  |  |  | Rafael Luis Gumucio R. (1940-?)                                                                   | Rafael Luis Gumucio R. (1940-?)                                                                   | Rafael Luis Gumucio R. (1940-?)                                                                   | Rafael Luis Gumucio R. (1940-?)                                                                   | Rafael Luis Gumucio R. (1940-?)                                                                   | Rafael Luis Gumucio R. (1940-?)                                                                   |
| | | | | Juan Sebastián Gumucio Rivas                                                                                                  | Juan Sebastián Gumucio Rivas                                                                                                  | Juan Sebastián Gumucio Rivas                                                                           | Juan Sebastián Gumucio Rivas                                                                           | Juan Sebastián Gumucio Rivas                                                                                           | Juan Sebastián Gumucio Rivas                                                                                    | | | [[File:Miguel Enriquez - BCNCh.jpg\|90px\|alt={{{Alt\|{{{descripción}}}]] Miguel Enríquez E. (1944-1974)        | [[File:Miguel Enriquez - BCNCh.jpg\|90px\|alt={{{Alt\|{{{descripción}}}]] Miguel Enríquez E. (1944-1974)        | [[File:Miguel Enriquez - BCNCh.jpg\|90px\|alt={{{Alt\|{{{descripción}}}]] Miguel Enríquez E. (1944-1974)     | [[File:Miguel Enriquez - BCNCh.jpg\|90px\|alt={{{Alt\|{{{descripción}}}]] Miguel Enríquez E. (1944-1974)     | [[File:Miguel Enriquez - BCNCh.jpg\|90px\|alt={{{Alt\|{{{descripción}}}]] Miguel Enríquez E. (1944-1974)     | [[File:Miguel Enriquez - BCNCh.jpg\|90px\|alt={{{Alt\|{{{descripción}}}]] Miguel Enríquez E. (1944-1974)     |                                            |                                            | Manuela Gumucio Rivas | Manuela Gumucio Rivas | Manuela Gumucio Rivas | Manuela Gumucio Rivas | Manuela Gumucio Rivas | Manuela Gumucio Rivas |                                    |                                    | [[File:Carlos Ominami.jpg\|110px\|alt={{{Alt\|{{{descripción}}}]] Carlos Ominami P. (n. 1950)                                  | [[File:Carlos Ominami.jpg\|110px\|alt={{{Alt\|{{{descripción}}}]] Carlos Ominami P. (n. 1950)                                  | [[File:Carlos Ominami.jpg\|110px\|alt={{{Alt\|{{{descripción}}}]] Carlos Ominami P. (n. 1950)                                  | [[File:Carlos Ominami.jpg\|110px\|alt={{{Alt\|{{{descripción}}}]] Carlos Ominami P. (n. 1950)                                  | [[File:Carlos Ominami.jpg\|110px\|alt={{{Alt\|{{{descripción}}}]] Carlos Ominami P. (n. 1950)                                  | [[File:Carlos Ominami.jpg\|110px\|alt={{{Alt\|{{{descripción}}}]] Carlos Ominami P. (n. 1950)                                  |  |  | Rafael Luis Gumucio R. (1940-?)                                                                   | Rafael Luis Gumucio R. (1940-?)                                                                   | Rafael Luis Gumucio R. (1940-?)                                                                   | Rafael Luis Gumucio R. (1940-?)                                                                   | Rafael Luis Gumucio R. (1940-?)                                                                   | Rafael Luis Gumucio R. (1940-?)                                                                   |
| | | | | | | | | | | | | | | | | | |                                            |                                            | | | | | | |                                    |                                    | | | | | | |  |  |                                                                                                   |                                                                                                   |                                                                                                   |                                                                                                   |                                                                                                   |                                                                                                   |
| | | | | | | | | | | | | | | | | | |                                            |                                            | | | | | | |                                    |                                    | | | | | | |  |  |                                                                                                   |                                                                                                   |                                                                                                   |                                                                                                   |                                                                                                   |                                                                                                   |
| | | | | | | | | | | | | [[File:Karen Doggenweiler (cropped).jpg\|100px\|alt={{{Alt\|{{{descripción}}}]] Karen Doggenweiler (n. 1969)    | [[File:Karen Doggenweiler (cropped).jpg\|100px\|alt={{{Alt\|{{{descripción}}}]] Karen Doggenweiler (n. 1969)    | [[File:Karen Doggenweiler (cropped).jpg\|100px\|alt={{{Alt\|{{{descripción}}}]] Karen Doggenweiler (n. 1969) | [[File:Karen Doggenweiler (cropped).jpg\|100px\|alt={{{Alt\|{{{descripción}}}]] Karen Doggenweiler (n. 1969) | [[File:Karen Doggenweiler (cropped).jpg\|100px\|alt={{{Alt\|{{{descripción}}}]] Karen Doggenweiler (n. 1969) | [[File:Karen Doggenweiler (cropped).jpg\|100px\|alt={{{Alt\|{{{descripción}}}]] Karen Doggenweiler (n. 1969) |                                            |                                            | [[File:MARCO ENRÍQUEZ-OMINAMI foto campaña 2022.jpg\|110px\|alt={{{Alt\|{{{descripción}}}]] Marco E.-O. Gumucio (n. 1973) | [[File:MARCO ENRÍQUEZ-OMINAMI foto campaña 2022.jpg\|110px\|alt={{{Alt\|{{{descripción}}}]] Marco E.-O. Gumucio (n. 1973) | [[File:MARCO ENRÍQUEZ-OMINAMI foto campaña 2022.jpg\|110px\|alt={{{Alt\|{{{descripción}}}]] Marco E.-O. Gumucio (n. 1973) | [[File:MARCO ENRÍQUEZ-OMINAMI foto campaña 2022.jpg\|110px\|alt={{{Alt\|{{{descripción}}}]] Marco E.-O. Gumucio (n. 1973) | [[File:MARCO ENRÍQUEZ-OMINAMI foto campaña 2022.jpg\|110px\|alt={{{Alt\|{{{descripción}}}]] Marco E.-O. Gumucio (n. 1973) | [[File:MARCO ENRÍQUEZ-OMINAMI foto campaña 2022.jpg\|110px\|alt={{{Alt\|{{{descripción}}}]] Marco E.-O. Gumucio (n. 1973) |                                    |                                    | | | | | | |  |  | [[File:Gumucio, Rafael 01.jpg\|100px\|alt={{{Alt\|{{{descripción}}}]] Rafael Gumucio A. (n. 1970) | [[File:Gumucio, Rafael 01.jpg\|100px\|alt={{{Alt\|{{{descripción}}}]] Rafael Gumucio A. (n. 1970) | [[File:Gumucio, Rafael 01.jpg\|100px\|alt={{{Alt\|{{{descripción}}}]] Rafael Gumucio A. (n. 1970) | [[File:Gumucio, Rafael 01.jpg\|100px\|alt={{{Alt\|{{{descripción}}}]] Rafael Gumucio A. (n. 1970) | [[File:Gumucio, Rafael 01.jpg\|100px\|alt={{{Alt\|{{{descripción}}}]] Rafael Gumucio A. (n. 1970) | [[File:Gumucio, Rafael 01.jpg\|100px\|alt={{{Alt\|{{{descripción}}}]] Rafael Gumucio A. (n. 1970) |
| | | | | | | | | | | | | [[File:Karen Doggenweiler (cropped).jpg\|100px\|alt={{{Alt\|{{{descripción}}}]] Karen Doggenweiler (n. 1969)    | [[File:Karen Doggenweiler (cropped).jpg\|100px\|alt={{{Alt\|{{{descripción}}}]] Karen Doggenweiler (n. 1969)    | [[File:Karen Doggenweiler (cropped).jpg\|100px\|alt={{{Alt\|{{{descripción}}}]] Karen Doggenweiler (n. 1969) | [[File:Karen Doggenweiler (cropped).jpg\|100px\|alt={{{Alt\|{{{descripción}}}]] Karen Doggenweiler (n. 1969) | [[File:Karen Doggenweiler (cropped).jpg\|100px\|alt={{{Alt\|{{{descripción}}}]] Karen Doggenweiler (n. 1969) | [[File:Karen Doggenweiler (cropped).jpg\|100px\|alt={{{Alt\|{{{descripción}}}]] Karen Doggenweiler (n. 1969) |                                            |                                            | [[File:MARCO ENRÍQUEZ-OMINAMI foto campaña 2022.jpg\|110px\|alt={{{Alt\|{{{descripción}}}]] Marco E.-O. Gumucio (n. 1973) | [[File:MARCO ENRÍQUEZ-OMINAMI foto campaña 2022.jpg\|110px\|alt={{{Alt\|{{{descripción}}}]] Marco E.-O. Gumucio (n. 1973) | [[File:MARCO ENRÍQUEZ-OMINAMI foto campaña 2022.jpg\|110px\|alt={{{Alt\|{{{descripción}}}]] Marco E.-O. Gumucio (n. 1973) | [[File:MARCO ENRÍQUEZ-OMINAMI foto campaña 2022.jpg\|110px\|alt={{{Alt\|{{{descripción}}}]] Marco E.-O. Gumucio (n. 1973) | [[File:MARCO ENRÍQUEZ-OMINAMI foto campaña 2022.jpg\|110px\|alt={{{Alt\|{{{descripción}}}]] Marco E.-O. Gumucio (n. 1973) | [[File:MARCO ENRÍQUEZ-OMINAMI foto campaña 2022.jpg\|110px\|alt={{{Alt\|{{{descripción}}}]] Marco E.-O. Gumucio (n. 1973) |                                    |                                    | | | | | | |  |  | [[File:Gumucio, Rafael 01.jpg\|100px\|alt={{{Alt\|{{{descripción}}}]] Rafael Gumucio A. (n. 1970) | [[File:Gumucio, Rafael 01.jpg\|100px\|alt={{{Alt\|{{{descripción}}}]] Rafael Gumucio A. (n. 1970) | [[File:Gumucio, Rafael 01.jpg\|100px\|alt={{{Alt\|{{{descripción}}}]] Rafael Gumucio A. (n. 1970) | [[File:Gumucio, Rafael 01.jpg\|100px\|alt={{{Alt\|{{{descripción}}}]] Rafael Gumucio A. (n. 1970) | [[File:Gumucio, Rafael 01.jpg\|100px\|alt={{{Alt\|{{{descripción}}}]] Rafael Gumucio A. (n. 1970) | [[File:Gumucio, Rafael 01.jpg\|100px\|alt={{{Alt\|{{{descripción}}}]] Rafael Gumucio A. (n. 1970) |